# 领夜鹰
领夜鹰（学名：Gactornis enarratus），是夜鹰目夜鹰科的一种鸟类，属于单型的领夜鹰属（学名：Gactornis）。

## 特征
领夜鹰体重约52.8克，翼长约14.75厘米，喙宽度约4.4毫米，喙厚度约2.9毫米，嘴峰长约18毫米，跗蹠长约19.8毫米，尾长约10.38厘米。
领夜鹰是留鸟，栖息在森林，它们是食肉动物，主要以昆虫、蜘蛛等陆生无脊椎动物为食。它们分布在马达加斯加东部的湿润森林。